# 木下顺庵

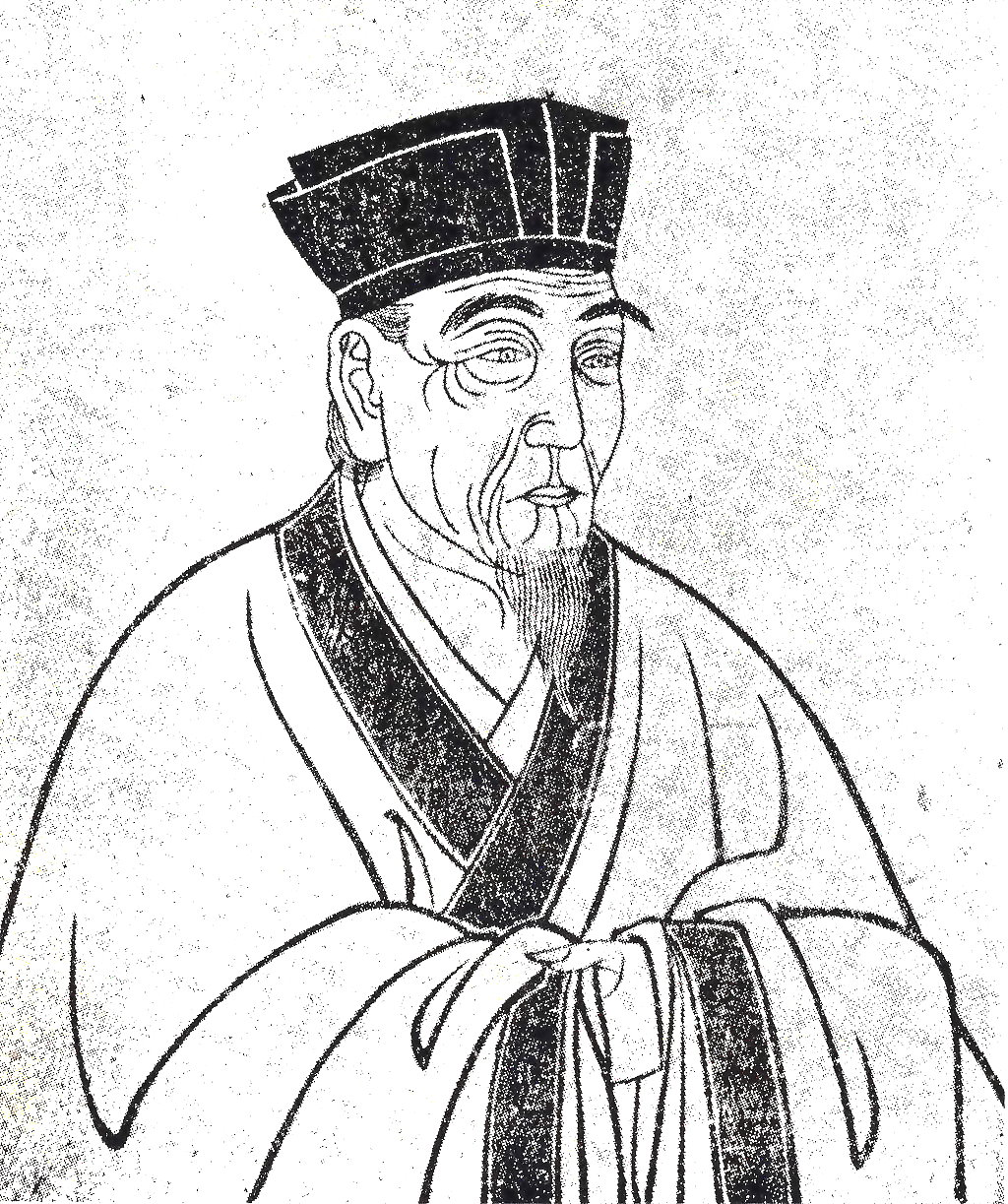
木下顺庵画像

木下顺庵（日语：木下順庵，1621年7月22日—1699年1月23日），名貞幹，字直夫，號順庵、錦里，敏慎齋、薔薇洞。是日本江户时代的儒学家。京都人，师从松永尺五学朱子学，后任德川纲吉侍讲。著作有《錦里文集》十卷。